# الصدر (مكة المكرمة)
الصدر قرية سعودية، تتبع مركز الجعرانة التابعة لإمارة منطقة مكة المكرمة. تقع في شمال مكة المكرمة، وتبعد عنها قرابة 25 كم.

## القرية
تبعد القرية عن المركز حوالي 30 كيلو متر باتجاه الشرق، نوع الطريق سهل، أقرب مدينة أو قرية بها صحة هي قرية الشرائع العليا والتي تبعد عن القرية 15 كيلو متر. الخدمات التعليمية مدرسة وادي الصدر الابتدائية ذكور، مدرسة الصدر الابتدائية اناث، مدرسة الصدر تعليم كبيرات. بالإضافة لوجود خدمة بلدية وخدمة بريد.